# Ernest II de Hohenlohe-Langenbourg
Titres
Prince de Hohenlohe-Langenbourg
9 mars 1913 – 11 décembre 1950
(37 ans, 9 mois et 2 jours)
Régent de Saxe-Cobourg-Gotha
30 juillet 1900 – 19 juillet 1905
(4 ans, 11 mois et 19 jours)
Ernst II de Hohenlohe-Langenbourg (en allemand : Ernst II zu Hohenlohe-Langenburg), prince de Hohenlohe-Langenbourg, est né le 13 septembre 1863 à Langenbourg, dans le Wurtemberg, et mort le 11 décembre 1950 à Langenbourg, en Allemagne de l'Ouest. Chef de la maison de Hohenlohe-Langenbourg de 1913 à 1960, Ernest II est également régent du duché de Saxe-Cobourg-Gotha de 1900 à 1905, durant la minorité de Charles-Édouard de Saxe-Cobourg-Gotha, cousin de son épouse.

## Famille
Ernest est le fils d'Hermann de Hohenlohe-Langenbourg (1832-1913), prince de Hohenlohe-Langenbourg (1860-1913) et gouverneur d'Alsace-Lorraine (1894-1907), et de son épouse Léopoldine de Bade (1837-1903), princesse de Bade. Par son père, il descend du prince Ernest Ier de Hohenlohe-Langenbourg (1794-1860) et de sa femme la princesse Théodora de Leiningen (1807-1872) tandis que, par sa mère, il a pour grands-parents le prince Guillaume de Bade (1792-1859) et la princesse Élisabeth-Alexandrine de Wurtemberg (1802-1864).
Le 20 avril 1896, Ernest II épouse, à Cobourg, la princesse Alexandra de Saxe-Cobourg-Gotha (1878-1942), fille du duc Alfred Ier de Saxe-Cobourg-Gotha (1844-1900) et de sa femme la grande-duchesse Maria Alexandrovna de Russie (1853-1920). De ce mariage naissent cinq enfants :
- Gottfried de Hohenlohe-Langenbourg (1897-1960), prince de Hohenlohe-Langenbourg, qui épouse, en 1931, la princesse Marguerite de Grèce (1905-1981), dont postérité ;
- Marie Melita de Hohenlohe-Langenbourg (1899-1967), princesse de Hohenlohe-Langenbourg, qui épouse, en 1916, le duc Frédéric de Schleswig-Holstein (1891-1965), dont postérité ;
- Alexandra de Hohenlohe-Langenbourg (1901-1963), princesse de Hohenlohe-Langenbourg, célibataire ;
- Irma Helene de Hohenlohe-Langenbourg (1902-1986), princesse de Hohenlohe-Langenbourg, célibataire ;
- Alfred de Hohenlohe-Langenbourg (1911-1911), prince de Hohenlohe-Langenbourg.

## Biographie

### Formation
Fils aîné du prince Hermann de Hohenlohe-Langenbourg et de son épouse la princesse Léopoldine de Bade, Ernest de Hohenlohe-Langenbourg effectue ses études secondaires au lycée de Karlsruhe. Il étudie ensuite le droit à Paris, Bonn, Tübingen et Leipzig. En 1885, il réussit le premier examen d'État en droit au tribunal régional supérieur de Naumburg. Après une formation d'officier à l'académie militaire de Berlin-Lichterfelde (1886-1891), le prince passe l'examen pour devenir diplomate (1890-1891). Il devient ensuite secrétaire d'ambassade à Saint-Pétersbourg et à Londres (1891-1894). Au cours des années qui suivent, Ernest travaille pour son père dans l'administration de l'Alsace-Lorraine, à Strasbourg, et se prépare pour ses fonctions de seigneur dans le royaume de Wurtemberg.

### Carrière politique
En 1896, Ernest épouse la princesse Alexandra de Saxe-Cobourg-Gotha, troisième des quatre filles du duc d'Alfred Ier de Saxe-Cobourg-Gotha. En 1899, son beau-frère, le prince héréditaire Alfred de Saxe-Cobourg-Gotha, se suicide, faisant du jeune Charles-Édouard de Saxe-Cobourg-Gotha (né en 1884) le nouvel héritier du trône. À la mort d'Alfred Ier, en 1900, Charles-Édouard est encore mineur et Ernest de Hohenlohe-Langenbourg est choisi pour exercer la régence jusqu'en 1905.
Après plusieurs tentatives infructueuses pour s'implanter sur la scène politique impériale - en tant que chef du département colonial du ministère des Affaires étrangères (1905-1906), en tant que député (1907-1911) et comme vice-président du Reichstag (1909-1910) - Ernest prend la tête de la maison de Hohenlohe-Langenbourg en 1913. Il devient alors membre de la chambre des seigneurs du Wurtemberg et conserve son siège jusqu'à la révolution de novembre 1918. 
Pendant la Première Guerre mondiale, Ernest sert dans des hôpitaux militaires et en tant que délégué général sur le front de l'Est. Il devient également commissaire impérial et inspecteur militaire. En 1915, il est nommé envoyé spécial à Constantinople et dans les Balkans.

### Sous la République de Weimar et le Troisième Reich
Après la Première Guerre mondiale, Ernest et Alexandra se replient sur leurs terres, dans l'ancienne principauté de Hohenlohe-Langenbourg. Alors que l'état de santé de sa femme se dégrade, Ernest se consacre à la gestion de ses domaines et à de nombreuses associations. Il devient ainsi membre de l'assemblée des églises évangéliques allemandes et président d'honneur de la Croix-Rouge wurtembourgeoise et de la Ligue évangélique du Wurtemberg.
Séduit par l'idéologie national-socialiste, Ernest adhère au NSDAP le 1er avril 1936. Un an plus tard, son épouse, son fils, deux de ses filles, son gendre et sa belle-fille suivent son exemple et rejoignent à leur tour le parti nazi.
Ernest meurt à Langenbourg à l'âge de 87 ans, en 1950. Il est enterré au mausolée des Hohenlohe-Langenbourg.